# Cyclohexylmethanol
Cyclohexylmethanol ist eine chemische Verbindung aus der Klasse der Cycloalkane und der Alkohole.

## Eigenschaften
Cyclohexylmethanol besitzt einen Flammpunkt von 71 °C.

## Herstellung
Cyclohexylmethanol kann durch Hydroformylierung aus Cyclohexen hergestellt werden. Als Nebenprodukt entsteht durch Hydrierung auch Cyclohexan.